# Alloecentrella magnicornis
Alloecentrella magnicornis is een schietmot uit de
familie Calocidae. De soort komt voor in het Australaziatisch gebied.